# 1933年威斯康星州奶農罷工
1933年威斯康星州奶農罷工是大蕭條時期威斯康星州奶農合作社組織發起的一系列罷工，旨在提高支付給生產者的牛奶價格。 1933年有三次主要罷工时期，每次罷工持續時間越來越長，暴力程度也不斷增加。
牛奶池合作社試圖與更大的農場團體勠力同心，特別是美國全國農場假日協會與威斯康星州農民假日協會。然而每次罷工時，規模較大的農場假日團體都會提前結束罷工，留下牛奶池單獨罷工。

## 根本原因

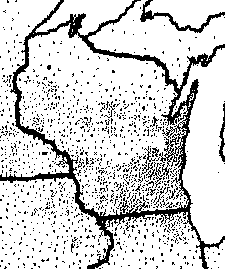
根據1930年人口普查，1929 年牛奶產量的分布。

《威斯康星州的過去與現在》一書中列出了1927年至1929年淡奶的價格為每100磅4.79美元，其中46%歸奶農，33%歸加工廠，21%歸銷售商。1930年至1933年間，該價格跌至平均每100磅3.48美元，個體奶農所得的收益比例少了：30.5%歸奶農，43%歸加工廠，26.5%歸銷售商。這種下降，加上大蕭條期間的通貨膨脹，使小農戶陷入了極其困難的境地。生產瓶裝牛奶的農民尚能維持償付能力，但生產用於制作奶酪、黄油與其他用途的牛奶的農民却陷入了贫困。運往城市地區裝瓶的奶價約為每百磅1.50美元，而運往奶酪與黄油工廠的奶價僅為每百磅0.85美元。這導致了兩類奶農之間爆發了內戰。瓶裝牛奶基本未受到罷工的影響。
20世紀30年代，威斯康星州曾是美國最大的牛奶產地。根據1930年的十年一次人口普查，該州有超過12.5萬家奶牛場。威斯康星州63%的土地為農田，其中71%用於乳業。

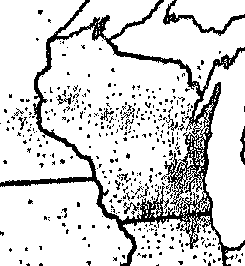
根據1930年人口普查，威斯康星州1929年按全脂牛奶銷售的牛奶的分布情況。

最初罷工所採用的方法是簡單地不出售牛奶，除非價格達到事先商定的每百磅1.50美元。當罷工者意識到他们人數遠遠落後於部分正在以低價出售牛奶的成員時，他們便設置路障，阻止牛奶運送到加工廠。有些設立了固定的路障，攔截載有牛奶的貨車。如果他们拒絕返回，罷工者就强行將牛奶傾倒在路邊。在罷工早期，貨運也簡單地繞路以避開固定路障。在罷工後期中，罷工者上路上尋找牛奶送貨車，一旦發現送貨車就迫使其返回。當罷工者無法阻止牛奶運送時，他們有時會用煤油或石油来汙染運送的牛奶，或者有極少數情況下向奶油廠投擲炸彈。
政府試圖通過拆除路障或護送運送牛奶的車隊到達目的地以將牛奶流向市場。警方使用催淚瓦斯驅散大批罷工者，有一次，手持刺刀的警衛隊員强迫奶農離開他們的陣地。鐵路與城際列車被用來繞過路障，但一些鐵路綫也被罷工者阻塞，至少有一个貨場被闖入，導致牛奶被傾倒在貨場內。
此時，美國中西部不同州的其他農民組織已開始抗議奶製品價格上漲與其他農業問題。這些農民聯盟与1932年與1933年在某些地區出現的「農民假日」組織有很大關係，該組織與另一個名為聯合農民聯盟（The United Farmers League）的組織合作，該聯盟是一個由共產主義者領導的團體，成立於1930年到1931年間，與農民假日合作。農場假日協會曾發起過其他農業領域與相關行業的罷工，例如在不同州的牲畜養殖罷工，並試圖讓不同州的農民在抵制與抗議活動中站在同一邊。農民假日在威斯康星州奶農罷工中產生了更大的影響，因為它在同一時間在其他州也發起了奶農罷工，並試圖協調更有效的針對某些城市的跨州罷工。

## 經過

### 二月罷工
第一次罷工從2月15日持續到22日。他们的行動主要局限於罢工據點，以在福克斯河谷的沃爾特·M·辛格勒（Walter M. Singler）領導的威斯康星牛奶池合作社（Wisconsin Cooperative Milk Pool）控制的地區为中心。
據報道，罷工中第一次流血事件發生在威斯康星州阿普爾頓附近，當時牛奶車隊的警衛向100名罷工者投擲了馬蹄鐵等重物。

### 五月罷工
第二次罷工从5月13日持續到19日。這些罷工蔓延至威斯康星州大部分地區，並引發了比二月份罷工更多的暴力事件。
1933年5月15日，《哨兵雜誌》（Journal Sentinel）報導說，在沙瓦諾縣（Shawano County）的國民警衛隊宣誓就職的警官「參與了一場激戰」，在一座乳制品廠前向糾察隊衝鋒開路，有30人受傷。 《哨兵雜誌》說：「罷工者贏得了這場衝突，傾倒牛奶並反過來扔自己的催淚彈，把警官驅趕到掩體。」
1933年5月16日，國民警衛隊用上了刺刀並發射了催淚彈，迫使糾察隊從沃基肖縣的達勒姆山撤離。
在傑斐遜縣法明頓附近的一家乳品廠，25,000英磅（11,000）牛奶被故意用煤油汙染。
5月16日，拉辛縣一名警衛開槍射殺了兩名青年，原因是他們沒有停下自己的車輛。
5月18日，一名五十多歲的奶農在一輛牛奶送貨車駛離奧扎基縣索克維爾與格拉夫頓之間的一個警戒路障後，從車踏板上摔下或被推下而身亡。
5月19日，牛奶池與麥迪遜的州政府達成臨時和平協議，討論結束罷工的方案。牛奶聯盟希望审查的五點是：第一，將國民警衛隊撤出抗議活動；第二，廢除牛奶的雙重價格體系；第三，改组農業部；第四，禁止使他們弱勢的連鎖商店生產或加工食品；第五，承認奶農組織。 

### 十月至十一月罷工
第三次罷工从10月21日持續到11月18日，威斯康星州大部分地區受到影響。
1933年11月1日左右，威斯康星州普利茅斯與豐迪拉克附近的奶油廠遭炸。威斯康星州奥扎基縣比利時附近的一家奶酪廠於同周4日被炸後焚毀。1933年11月3日周五，威斯康星州肖瓦諾縣的克拉科夫與扎霍的奶油廠遭炸。總共有七家奶油廠被炸彈襲擊，數千磅牛奶被傾倒。
1933年10月28日，威斯康星州伯克鎮的一輛被人群攔下的汽車中的一名乘客向人群開了一槍，導致一名60岁的奶農在糾察線上身亡。被杀害的奶農並不是罷工糾察隊的成員，而是在那裡為罷工者運送食物。當晚早些時候，槍手的車輛在糾察線上行駛時，車頭燈被罷工者撞壞，槍手因此而憤怒。 槍手後來承認過失殺人罪名，被判處二至四年監禁。

## 後果
當地報紙報道稱，罷工期間奶民損失了一千萬美元。1933年後，辛格勒的牛奶池合作社購買了奶油廠，以幫助增加其成員的利潤，但牛奶池後來逐漸被人們遺忘。經濟最終好轉，幫助小農戶賺到了更多的錢，但尚不清楚罷工是否有助於經濟復蘇。 

## 涉及的知名人士
- 威斯康星州合作牛奶池負責人沃爾特·M·辛格勒
- 威斯康星州州長（英语：Governor of Wisconsin）艾伯特·施梅德曼（英语：Albert G. Schmedeman）（G·Albert G. Schmedeman）
- 全國農場假日協會（美國）主席米洛·雷諾（Milo Reno）
- 威斯康星州農民假日協會主席阿諾德·吉爾伯茨（Arnold Gilberts）

## 在大眾文化中
這場罷工中出現傾倒牛奶的舉動成為廣為樂道的經濟大蕭條的標誌性事件。傳播中整個事件通常被過度簡化為「資本家寧願把牛奶倒掉也不願意給窮人喝」，儘管飲用奶並未被1933年罷工所波及。

## 外部鏈接
- 美國1930年人口普查，威斯康星州有125,301个奶牛場。各類農場共計181,767 个。
  - 15,616,253英畝（63,196.73平方）奶牛养殖場，21,874,155英畝（88,521.56平方） 用于各类農場。威斯康星有34,758,400英畝（140,662平方）的土地。（44.9%用于乳業農田，在所有農田中占比71.4%。）
  - 平均奶牛場规模125英畝（0.51平方） ，平均農場面積120英畝（0.49平方）  。
  - 奶牛場飼養的奶牛與小母牛數量（主要用於產奶）為1,533,955頭
  - 奶牛場銷售的牛奶， 1,091,170,539美制加侖（4.13052982×109公升） 。每頭（僅奶牛場）688美制加侖（2,600公升）。非奶牛場生產150,167,317美制加侖（568,445,130公升）。
  - 奶牛場勞動力成本，21,572,710美元。
- 1930年人口普查1929年農業數據表
- 「一场殘忍而冷酷的謀殺」， 《首都時報》 ，威斯康星州麦迪遜，1933年10月。